# Szikfoknövényzet
A növénytársulástani értelemben vett szikfoknövényzet (Festuco-Puccinellietalia Soó 1968) a szikes puszták egyik társulástani rendje.
A szikfoknövényzet jellege erősen függ a talajvíz mozgásától és a talaj sótartalmától, ezért nemcsak a szoloncsák és szolonyec talajok szikfoktársulásai különülnek el, hanem a különböző kemizmusú (szódás, szulfátos, kloridos) szikesek is. Ezek megjelenése hasonló a megfelelő tengerparti társulásokéhoz, de fajösszetételük radikálisan különbözik: a vikariáns fajok, illetve alfajok alapján egyértelműen megkülönböztethetők. A Kárpát-medencében előforduló asszociációk erősen halofita, tipikusan pontusi–pannon jellegűek.
A szikes tófenéktársulásoktól karakteresen megkülönbözteti a szikfoknövényzetet, hogy ebben nem az egyévesek, hanem az évelő füvek és kétszikűek dominánsak. Mivel a szikfok-gyepek talaját tavasszal viszonylag sokáig borítja sekély, könnyen felmelegedő víz, ezért gyakoriak a kékalgák okozta vízvirágzások. A hirtelen párolgással járó kiszáradás eredményeként ezek tömegesen pusztulnak, ezért a szikfokgyepek talajának kisebb mélyedéseit nyaranta már az elhalt kékalgák feketés, a hőt elnyelő bevonata borítja. A nyár második felében a szikfok-gyepek sok elsődleges szerves anyagot termelnek.

## Karakterfajai
A leginkább állományalkotók a különböző mézpázsit (Puccinellia) fajok:
- közönséges mézpázsit vagy sziki mézpázsit (Puccinellia distans - szin: Puccinellia limosa),
- fertőtavi mézpázsit (Puccinellia festuciformis - szin: Puccinellia peisonis);

előbbi a Hortobágyra, utóbbi (amint ezt magyar neve is mutatja) a Fertő környékére jellemző. A mezőföldi és kiskunsági állományok e két típus közötti, átmeneti jellegűek.

## Rendszertani felosztása
A szikfokgyepekkel egy csoportban tárgyaljuk a  szikértársulásokat, amelyek számos faja ezekkel közös, valamint a szikfokgyepekéhez hasonló talajokon növő ürmös halofiton társulásokat is.
A különböző szerzők egyetértenek abban, hogy a renden belül egy egységbe kell összevonni a szolonyec- és egy másikba a szoloncsák szikeseket. Egyes szerzők ezeket az egységeket asszociációcsoportoknak tekintik, mások szerint különbözőségük csak alcsoport szintű. Ebben az értelmezésben a rend egyetlen kontinentális asszociációcsoportja a szikfoktársulások (Puccinellion limosae Soó 1933 em. Varga & V. Sipos ex Borhidi 2003 hoc loco). A szoloncsák és szolonyec  jellegű szikfoktársulások fajkészlete igen hasonló, eltéréseket leginkább a gyepstruktúra hézagait kitöltő fajoknál találhatunk. A tipikus szolonyec területeken (például a Hortobágyon kialakult szikfoktársulások talaja is úgynevezett „szoloncsákos szolonyec” (a legtöbbször lepusztult A szinttel, extrém sekély termőrétegű „kérges szolonyec” vagy igen nagy abszolút sótartalmú nátrium-kloridos szolonyec).
A két alcsoport:
- szolonyec szikfoknövényzet (Puccinellenion limosae Varga & V.Sipos ex Borhidi 2003 suball. nova hoc loco) hét növénytársulással:
  - szikérnövényzet (Plantagini tenuiflorae-Pholiuretum pannonici Wendelbg. 1943)
  - padkalejtő-társulás (Matricario-Plantaginetum tenuiflorae (Soó 1933) Borhidi 1996)
  - szolonyec szikfoknövényzet (Puccinellietum limosae Magyar ex Soó 1933)
  - sóvirágos-ürmös szikfoknövényzet (Limonio–Artemisietum santonici (Soó 1927) Topa 1939)
  - sziki árpás puszta (Hordeetum hystricis Wendelbg. 1943)
  - seprőparéj-társulás (Bassietum sedoidis Ubrizsy 1948 corr. Soó 1964)
  - libatopos mézpázsit rét (Chenopodio chenopodioidis-Puccinellietum limosae Soó 1947)

- szoloncsák szikfoknövényzet (Puccinellia festuciformis (Wendelbg. 1943 corr. Soó 1947) Borhidi 2003 comb. nova hoc loco) két növénytársulással:
  - kisalföldi mézpázsitrét (Puccinellia festuciformis Franz & al. 1937)
  - kiskunsági szikfoknövényzet (Lepidio crassifolii-Puccinellia distans Soó (1947) 1957)